# Stadion ROSRRiT w Siedlcach
Stadion Agencji Rozwoju Miasta Siedlce – stadion piłkarski, mieszczący się w Siedlcach, na siedleckich Błoniach przy ul. Jana Pawła II 6 (dawna Północna 2A). Główny obiekt MKP Pogoń Siedlce. Jeden z elementów Regionalnego Ośrodka Sportu, Rekreacji, Rehabilitacji i Turystyki w Siedlcach. Właścicielem obiektu jest Stadion Agencji Rozwoju Miasta Siedlce, inwestorem (w imieniu miasta) i zarządcą obiektu  jest Agencja Rozwoju Miasta Siedlce Sp. z o.o. Wykonawcą I etapu budowy stadionu był Polimex-Mostostal S.A. W lutym 2016 roku wykonano sztuczne oświetlenie płyty głównej, wykonawcą była firma Ada-Light sp. z o.o. 